# Astragalus georgii
Astragalus georgii är en ärtväxtart som beskrevs av Nikolai Fedorovich Gontscharow. Astragalus georgii ingår i släktet vedlar, och familjen ärtväxter. Inga underarter finns listade i Catalogue of Life.